# Кайтайн

Кайтайн (1-я справа) в числе ключевых планет вселенной Дюны (кадры из фильма «Дюна»)

Кайтайн или Кайтэйн (англ. Kaitain) — вымышленная планета во вселенной Дюны американского писателя Фрэнка Герберта, столица Империи, метрополия императорского дома Коррино. 
Вокруг планеты Кайтайн обращается четыре спутника, а также она имеет крупные кольца. Климат Кайтайна стабильно умеренный, бури на ней крайне редки, а небо безоблачно.
Впервые была упомянута в романе Фрэнка Герберта «Дюна», изданном в 1965 году. Дальнейшее развитие история планеты получила в трилогии Прелюдия к Дюне (1999—2001), написанной Брайаном Гербертом и Кевином Андерсом. 

## История планеты
Кайтайн стал второй по счёту столицей империи после Салуса Секундус, ставшей непригодной для жизни после атомной бомбардировки одним из Великих Домов Ландсраада. Императорский Дом Коррино уничтожил преступный Дом, стёр его имя из всех исторических записей и перенёс столицу на Кайтайн. Имя преступного Дома осталось неизвестным в оригинальном романе Дюна.
В период своего существования, планета Кайтайн была одним из красивейших миров. Планета славилась своей великолепной и поистине монументальной архитектурой как строений планетарной важности, так и совершенно обыкновенных.  
Позднее новый падишах-император Муад’Диб (Пол Атрейдес) перенёс столицу Империи на планету Арракис.

## Интересные факты
Стоит отметить, что Кайтайн, возможно, назван в честь Каитайна - одного из названия звезды Альриши (α Рыб). Также в честь существующих звёзд Герберт назвал Белу Тегейзе (см. Бетельгейзе).